# Apex (фильм)
Apex (букв. «Вершина») — будущий остросюжетный триллер режиссёра Балтазара Кормакура по сценарию Джереми Роббинса. Главные роли в фильме исполнили Шарлиз Терон, Тэрон Эджертон и Эрик Бана.
Премьера состоится на сервисе Netflix.

## Сюжет
Женщина-скалолаз обнаруживает, что её начинают преследовать.

## В ролях
- Шарлиз Терон
- Тэрон Эджертон
- Эрик Бана

## Производство
Компания Netflix приобрела права на фильм в феврале 2024 года, продюсерами стали Ян Брайс и Chernin Entertainment. Фильм снят режиссёром Бальтазаром Кормакуром по сценарию Джереми Роббинса. Шарлиз Терон получила главную роль и стала продюсером фильма наряду с Доун Олмстед, Эй Джей Диксом и Бет Коно. Кормакур также является продюсером через компанию RVK Productions, а Питер Чернин, Дженно Топпинг и Дэвид Риди, а также Брайс через Chernin Entertainment. Тэрон Эджертон присоединился к актёрскому составу в ноябре 2024 года, а Эрик Бана присоединился в январе 2025 года.
Основные съёмки начались в феврале 2025 года в Сиднее и окрестностях Нового Южного Уэльса.